# 라아순시온

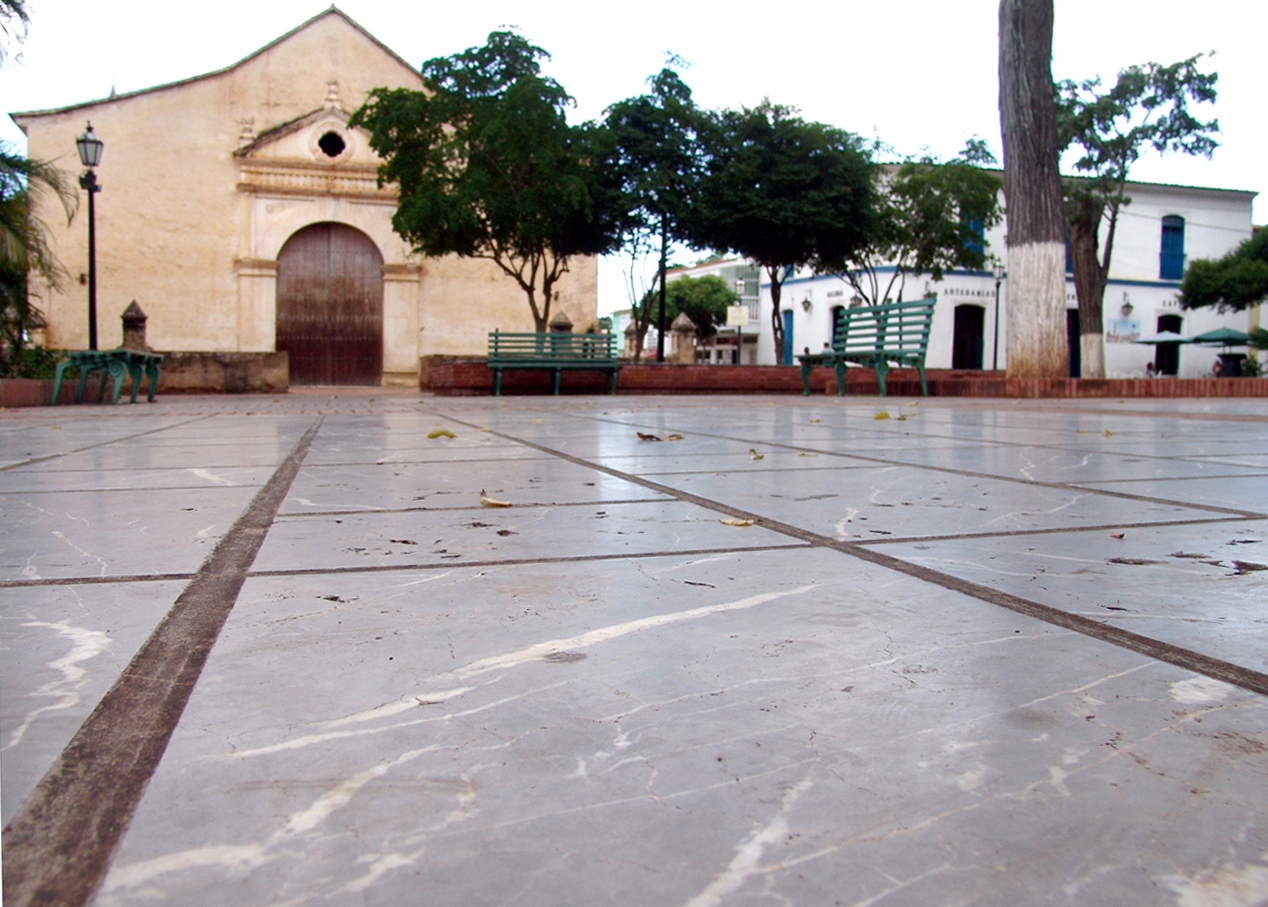
라아순시온

라아순시온(La Asunción)는 베네수엘라 누에바에스파르타 주의 주도로, 인구는 28,500명이다.